# Código civil
Código civil é o diploma legal que agrupa de forma sistemática as normas concernentes às relações jurídicas de ordem privada. 
É fruto de uma preocupação com a segurança e a precisão no entendimento do direito que marcaram os séculos XVIII e XIX, caracterizada ainda pela neutralização política do Poder Judiciário e a consequente canalização do direito para o endereço legislativo, culminando com o fenômeno da positivação, onde aquele passou a ser visto unicamente como "norma posta" (lei escrita), o que de outro lado aguçou  consciência de seus limites, em especial os temporais, institucionalizando a mutabilidade do direito, já que, sendo lei escrita, pode o direito mudar quando se altera a legislação, o que teve importantes consequências para o saber jurídico.
O fenômeno da codificação, em sua concepção moderna, teve origem  quando Napoleão Bonaparte, no intuito de regular a vida privada dos cidadãos, outorgou o Código Civil dos franceses em 1804, que se tornou um marco da revolução ideológica que se operou naquele país e que, pelo alto grau de aprimoramento técnico, permanece em vigor até hoje.
Todavia, o Código Civil francês não foi cronologicamente o primeiro código legislativo a ser estabelecido numa nação europeia, tendo sido precedido pelo Codex Maximilianeus bavaricus civilis (Baviera, 1756), pelo Allgemeines Landrecht (Prússia, 1792) e pelo Código Galiciano Ocidental (Galícia, à época parte da Áustria, 1797). Suas origens remotas, no entanto, encontram-se no Corpus Juris Civilis do imperador Justiniano, elaborado no final do período pós-clássico do direito romano.
Posteriormente, o Código Civil alemão (BGB), de 1896, também passou a exercer grande influência, nomeadamente em Portugal. Em Macau, o Código Civil de 1999 baseia-se no mesmo modelo.
O Código Civil Italiano de 1942 unificou o direito civil e comercial (empresarial) em só documento, estabelecendo a teoria da empresa. Promulgado durante o governo fascista de Benito Mussolini, esta teoria permaneceu no direito comercial da democracia italiana pós-guerra, desvencilhando-se de suas raízes ideológicas (como a colaboração de classes), também influenciando outros códigos.
No Brasil, o atual Código Civil foi promulgado no dia 11 de janeiro de 2002, pela lei 10.406, sendo publicado em na mesma data, durante o mandato do então presidente Fernando Henrique Cardoso. Contudo, o Código Civil de 2002, por força de seu artigo 2.044, somente entrou em vigor um ano após sua publicação, ou seja, em 11 de janeiro de 2003, durante o mandato do então presidente Luiz Inácio Lula da Silva. Neste documento, adotou-se a teoria da empresa e foi feita uma unificação formal do direito privado, também tratando sobre direito empresarial.